# One Shot (collectif)
Pour les articles homonymes, voir One shot.
One Shot est un collectif éphémère de hip-hop français. Il est formé en 2000 par le groupe IAM et rassemble pour les besoins de la bande originale du film Taxi 2 réalisé par Gérard Krawczyk, produit et écrit par Luc Besson. Il rassemble six rappeurs, chanteurs, auteurs et compositeurs incluant Faf Larage, Jalane, Disiz, Taïro, Nuttea, et Vasquez Lusi, et fait aussi participer Shurik'N, AKH et Freeman.

## Biographie
One Shot est formé en 2000, et rassemble une chanteuse (Jalane), et cinq chanteurs (Faf Larage, Disiz, Taïro, Nuttea et Vasquez Lusi). Ils sont encadrés par Shurik'N à la direction artistique et Fifi, l’ingénieur-son. 
One Shot est formé spécialement pour la bande originale du film Taxi 2 réalisé par Gérard Krawczyk et produit par Luc Besson, « avec la volonté de réunir la relève du rap. » Elle est écrite en une semaine et enregistré en trois semaines au studio La Cosca. « Quelquefois, on faisait deux morceaux par jour. On finissait celui de la veille puis on en attaquait un autre. Donc, c’est vrai que l’ingénieur du son avait pas mal de travail. Cet ingénieur, c’était Fifi et, franchement, big dédicace à lui car il a trimé », explique Faf Larage. 
La bande originale est publiée le 27 mars 2000 en France, et vivement saluée par la presse spécialisée. L'album contient des tubes tels que Millénaire et Elles dansent. Après publication de l'album, le collectif décroche un disque d'or (avec entre 100 000 et 400 000 exemplaires vendus,). L'album est réédité dans une compilation intitulée Best of Taxi.
Les membres du collectif ne peuvent faire de One Shot un groupe de scène expliquant : « Nous avons chacun notre vie, les uns au sein d'autres groupes et d'autres en solo. »

## Discographie

### Album studio
- 2000 : Bande originale de Taxi 2

### Singles
- Lettre ouverte
- Millénaire